# ۲۴/۷ (ترانه تیری تی)
«۲۴/۷» (انگلیسی: ۲۴/۷) ترانه‌ای آر اند بی از گروه موسیقی پاپ آمریکایی تیری تی است که به‌عنوان دومین تک‌آهنگ از اولین آلبوم آن‌ها به‌نام برادری (۱۹۹۵) منتشر شده‌است؛ این آهنگ فقط در اروپا و اقیانوسیه منتشر شد.